# Blaberus fusiformis
Blaberus fusiformis är en kackerlacksart som beskrevs av Walker, F. 1868. Blaberus fusiformis ingår i släktet Blaberus och familjen jättekackerlackor. Inga underarter finns listade.